# Bielice (Łambinowice)
Bielice (deutsch Bielitz, 1942–1945 Bielitzfelde) ist ein Ort der Gmina Łambinowice in der Woiwodschaft Opole in Polen.

## Geographie

### Geographische Lage
Das Angerdorf Bielice liegt im südwestlichen Teil Oberschlesiens im Falkenberger Land. Das Dorf Bielice liegt rund fünf Kilometer nordwestlich vom Gemeindesitz Łambinowice, rund 20 Kilometer nordöstlich der Kreisstadt Nysa (Neisse) und etwa 40 Kilometer südwestlich der Woiwodschaftshauptstadt Oppeln.
Bielice liegt in der Nizina Śląska (Schlesische Tiefebene) am Rande der Dolina Nysy Kłodzkiej (Glatzer Neiße-Tal) hin zur Równina Niemodlińska (Falkenberger Ebene). Bielice liegt am rechten Ufer der Nysa Kłodzka (Glatzer Neiße).

### Nachbarorte
Nachbarorte von Bielice sind im Norden Malerzowice Wielkie (Groß Mahlendorf), im Osten Szadurczyce (Schaderwitz), im Südosten der Gemeindesitz Łambinowice (Lamsdorf), im Süden Drogoszów (Neusorge), im Südwesten Lasocice (Lassoth) und im Nordwesten Sidzina (Hennersdorf).

## Geschichte
Bielitz wird am 3. Juli 1284 erstmals in einem Beschwerdebrief des Neisser Bischofs an Herzog Heinrich als Belici erwähnt. Anzunehmen ist, dass das Dorf schon vorher existierte. Die Besiedlung des Landes nördlich von Neisse fand vorwiegend in der Mitte des 13. Jahrhunderts statt. Es wird daher angenommen, dass Bielitz bereits um 1240 nach deutschem Recht gegründet wurde. Das Dorf wurde im Jahr 1373 erstmals als Belicz erwähnt.
Nach dem Ersten Schlesischen Krieg 1742 fiel Bielitz mit dem größten Teil Schlesiens an Preußen. Zwischen 1743 und 1816 gehörte das Dorf zum Landkreis Neisse. 1783 zählte Bielitz 694 Einwohner.
Nach der Neuorganisation der Provinz Schlesien gehörte die Landgemeinde Bielitz ab 1816 zum Landkreis Falkenberg O.S. im Regierungsbezirk Oppeln. 1835 zerstörte ein Feuer einen Großteil der Bebauung im Dorf. 1845 bestanden im Dorf ein Schloss, eine katholische Kirche, eine katholische Schule und 138 Häuser. Im gleichen Jahr lebten in Bielitz 953 Menschen, davon sieben evangelisch. 1855 lebten 1098 Menschen im Ort. 1861 zählte Bielitz wiederum 1047 Einwohner. 1865 zählte das Dorf 28 Bauern, 48 Gärtner und 36 Häusler. Die einklassige katholische Schule wurde im gleichen Jahr von 105 Schülern besucht. 1874 wurde der Amtsbezirk Bielitz gegründet, welcher zunächst aus den Landgemeinden Bielitz und dem Gutsbezirk Bielitz bestand. Erster Amtsvorsteher war der Rittergutsbesitzer Kutsche. 1882 wurde ein neues Schulgebäude erbaut. 1885 zählte Bielitz 1072 Einwohner.
1933 hatte Bielitz 955 Einwohner. Am 24. Juli 1942 wurde der Ortsname in Bielitzfelde geändert. 1939 zählte Bielitzfelde 897 Einwohner. Bis 1945 befand sich der Ort im Landkreis Falkenberg O.S.
Am 16. März 1945 wurde das Dorf durch die Rote Armee erobert. Danach kam Bielitzfelde wie der größte Teil Schlesiens unter polnische Verwaltung. Nachfolgend wurde der Ort in Bielice  umbenannt und der Woiwodschaft Schlesien angeschlossen. Die verbliebene deutsche Bevölkerung wurde am 27. Juli 1945 in das Internierungslager Lamsdorf getrieben. Von den knapp 700 Deutschen kamen 300 im Lager ums Leben. Die überlebende Bevölkerung wurde am 19. Juni 1946 vertrieben. 1950 wurde es der Woiwodschaft Oppeln eingegliedert. 1999 kam der Ort zum neu gegründeten Powiat Nyski (Kreis Neisse). 2011 lebten in Bielice 882 Menschen.

## Sehenswürdigkeiten

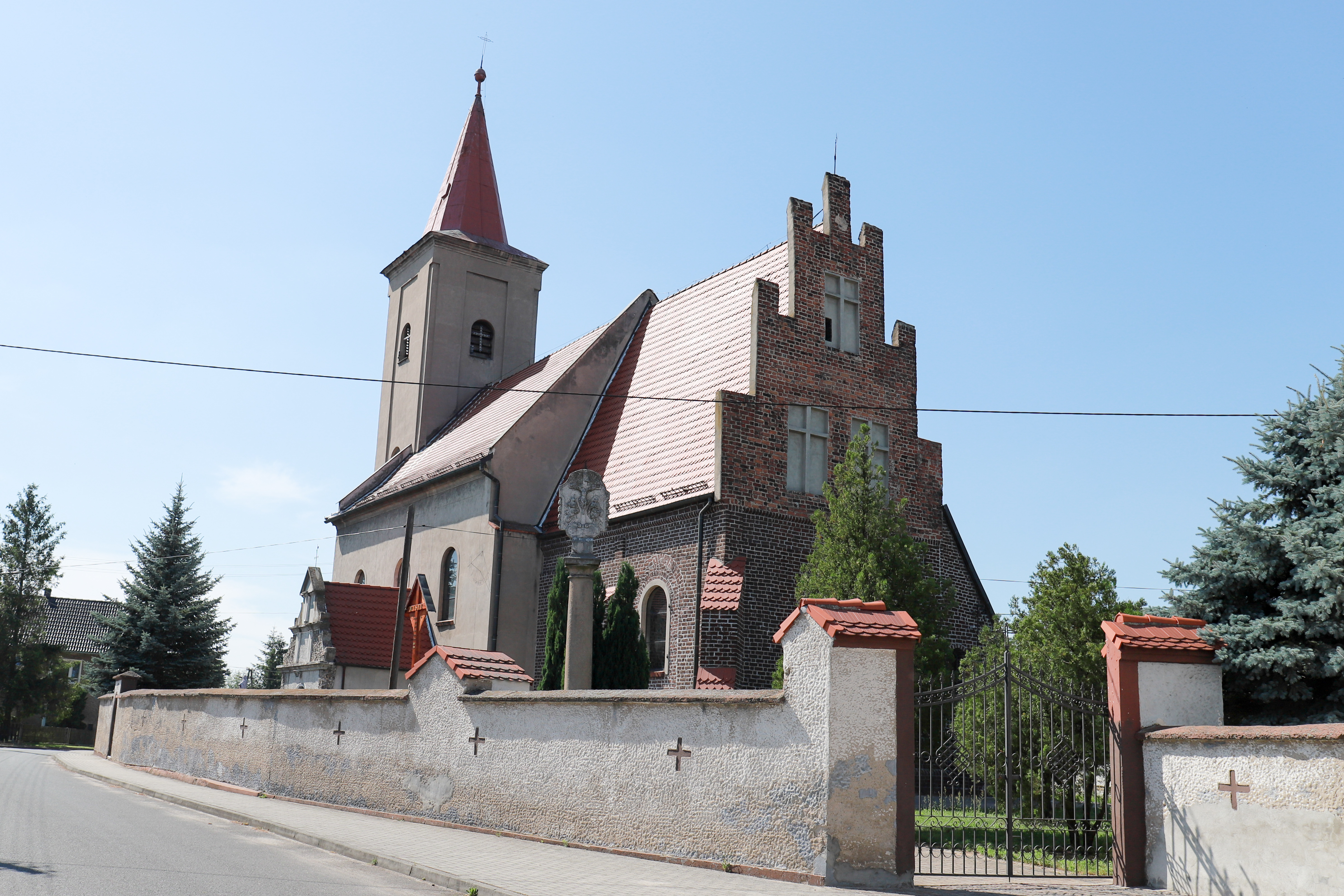
St.-Katharina-Kirche

- Die römisch-katholische St.-Katharina-Kirche (poln. Kościół św. Katarzyny Aleksandryjskiej) wurde 1375 erstmals erwähnt. Der hölzerne Bau wurde später durch ein Feuer zerstört. Im 15. Jahrhundert entstand ein steinerner gotischer Bau, welcher 1540 erstmals erwähnt wurde. Zu Beginn des 18. Jahrhunderts wurde die Kirche im barocken Stil umgebaut und erweitert und erhielt ihr heutiges Erscheinungsbild mit einem Giebel mit Spitzbögen.[9] 1833 wurde der an der Westseite liegende Glockenturm unter dem Bauinspektor Illing erbaut. Im Innenraum der Kirche befinden sich mehrere Grabplatten, ein Gemälde der Hl. Katharina sowie eine Säule im Chor mit Kreuzigungsrelief aus dem Jahr 1710.[10] Seit 1959 steht das Kirchengebäude unter Denkmalschutz.[11]
- Das Schloss Bielitz wurde in der Wende vom 16. zum 17. Jahrhundert im Stil der Renaissance erbaut. In der ersten Hälfte des 19. Jahrhunderts wurde das Schloss umgebaut. Heute wird das Schloss als Obdachlosenheim genutzt.[12] 1973 wurde das Schloss unter Denkmalschutz gestellt.[11]
- Wegekapelle

## Persönlichkeiten
- Paul Sauer (1892–1946), deutscher Priester

## Vereine
- Fußballverein LUKS Delta Bielice